# Indy Groothuizen
Indy Groothuizen (Alkmaar, 22 luglio 1996) è un calciatore olandese, portiere del Spakenburg.

## Carriera

### Club
È cresciuto nelle giovanili dell'Ajax.

### Nazionale
Ha giocato nelle nazionali giovanili olandesi Under-17 ed Under-18.
Con la nazionale Under-20 olandese ha segnato un gol al 91' dell'amichevole pareggiata contro i pari età della Repubblica Ceca.

## Statistiche

### Presenze e reti nei club
Statistiche aggiornate al 17 marzo 2018.
| Stagione        | Squadra         | Campionato      | Campionato | Campionato | Coppe nazionali | Coppe nazionali | Coppe nazionali | Coppe continentali | Coppe continentali | Coppe continentali | Altre coppe | Altre coppe | Altre coppe | Totale | Totale | Totale |
| Stagione        | Squadra         | Comp            | Pres       | Reti       | Comp            | Pres            | Reti            | Comp               | Pres               | Reti               | Comp        | Pres        | Reti        | Pres   | Reti   |        |
| --------------- | --------------- | --------------- | ---------- | ---------- | --------------- | --------------- | --------------- | ------------------ | ------------------ | ------------------ | ----------- | ----------- | ----------- | ------ | ------ | ------ |
| 2014-2015       | Jong Ajax       | 1D              | 4          | -10        |                 | -               | -               |                    | -                  | -                  |             | -           | -           | 4      | -10    |        |
| 2015-2016       | Jong Ajax       | 1D              | 10         | -15        |                 | -               | -               |                    | -                  | -                  |             | -           | -           | 10     | -15    |        |
| 2016-2017       | Nordsjælland    | SL              | 12         | -15        | CD              | 0               | 0               |                    | -                  | -                  |             | -           | -           | 12     | -15    |        |
| 2017-2018       | ADO Den Haag    | ED              | 4          | -6         | CO              | 0               | 0               |                    | -                  | -                  |             | -           | -           | 4      | -6     |        |
| Totale carriera | Totale carriera | Totale carriera | 30         | -46        |                 | 0               | 0               |                    | -                  | -                  |             | -           | -           | 30     | -46    |        |

## Palmarès

### Club

#### Competizioni nazionali
- 1. Division: 1

Vejle: 2019-2020
- Eerste Divisie: 1

Emmen: 2021-2022